# Boris Garafulic Stipicic
Boris Garafulic Stipicic (1927-2008) fue un piloto chileno de automovilismo. Fue gran figura del automovilismo local chileno al dominar la actividad en el autódromo de Las Vizcachas y al ser subcampeón del Gran Premio de Turismo Internacional de la Argentina en 1962. Conocido como "El Maestro", es considerado uno de los mejores pilotos chilenos de automovilismo de la historia junto con Eliseo Salazar y Juan Zanelli.
Comenzó a correr en forma competitiva a los 31 años y rápidamente se hizo conocido al ganar varias carreras. La primera vez que compitió fue en una carrera disputada en el Circuito Condell de Curicó en 1959. Esos eran los años de oro del automovilismo chileno, con grandes pilotos como Raúl Jaras y Bartolomé Ortiz.
En la década de 1960 corrió muchas carreras que se hacían antiguamente desde Arica hasta Puerto Montt, estas carreras se disputaban en la carretera con distintas etapas. 
Su consagración fue en 1962 cuando fue contratado por Volvo para correr el Gran Premio de Argentina, una maratón de seis días en que participaban pilotos de todo el mundo y además corrían las marcas oficiales europeas. Fue uno de los 286 pilotos inscritos para la prueba que era una de las carreras más reputadas sobre caminos de tierra ya que en esos años no existía el Rally Dakar ni el Rally Mundial. Al final ganó en su categoría y fue segundo en la general, siendo superado solo por Ewy Rosqvist y ganándole a pilotos de la talla de Atilio Viale del Carril y José Migliore. Al llegar a Chile se le realizó un homenaje en un Estadio Santa Laura repleto, además fue portada en los principales diarios del país. 
En 1967 se inaugura el circuito de Las Vizcachas, dando término a las competencias de Turismo Carretera. En ese circuito se mantuvo invicto durante tres años, a pesar de que traían a los campeones argentinos de turismo carretera: Carlos Pairetti, Jorge Cupeiro y Carmelo Galbato. Garafulic se convirtió en una leyenda a bordo de un Ford Falcon. Su invicto terminó el 22 de diciembre de 1969, el ganador fue Carlos Pairetti, piloto que al año siguiente correría en las 500 millas de Indianápolis. 
En los años setenta se comenzó a retirar de la actividad. En 1971 ganó la Serie Santiago-Viña del Mar, en la inauguración del túnel Lo Prado, marcando solo 33 minutos y 12 segundos. En estos años le comenzó a dedicar más tiempo a sus negocios que al deporte, era el dueño de la empresa de transportes "Cóndor" y llegó a ser alto dirigente de la Confederación Nacional de Camioneros de Chile. 
En 1988 fue uno de los fundadores del movimiento político Independientes por el Consenso Democrático.
A fines de los años 90 le diagnosticaron el mal de Alzheimer. Falleció el miércoles 23 de abril de 2008 en Zapallar.